# 円錐曲線

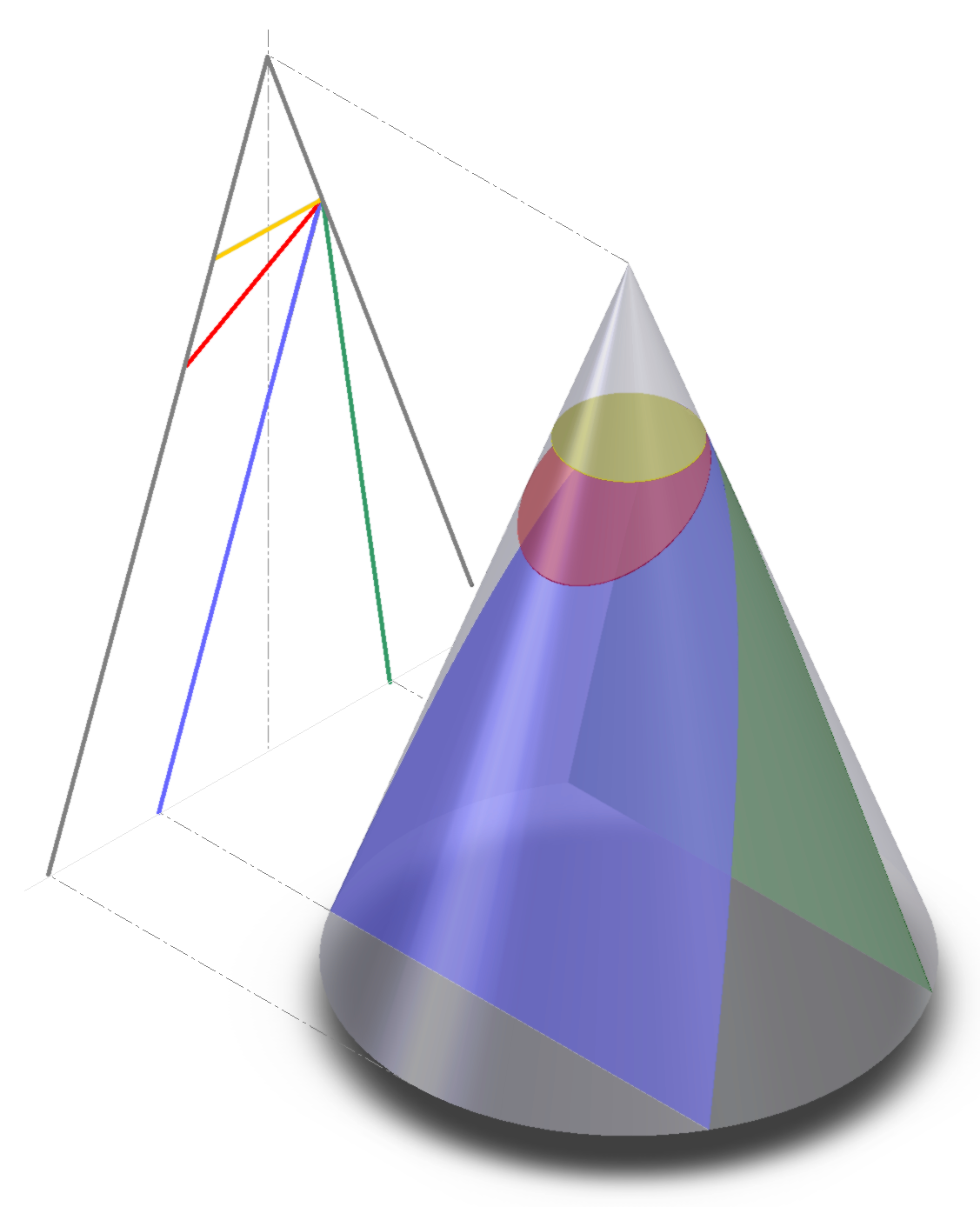
円錐の切断

円錐曲線（えんすいきょくせん、英語: conic curve）とは、円錐面を任意の平面で切断したときの断面、円錐断面（英語: conic section）として得られる曲線群の総称である。

## 歴史
古代ギリシャのアポロニウスが円錐曲線論の体系を著書にまとめ、中世ヨーロッパではケプラーによって天体の軌道との関連が見出された。またアポロニウスによる総合幾何学的な円錐曲線論はオイラーによって解析幾何学を用いて現代的に書き換えられた。

## 概要

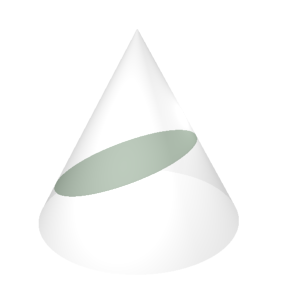
楕円
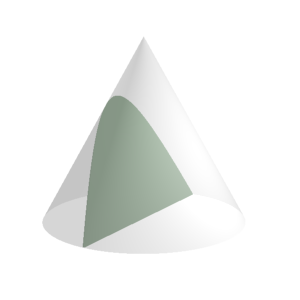
放物線
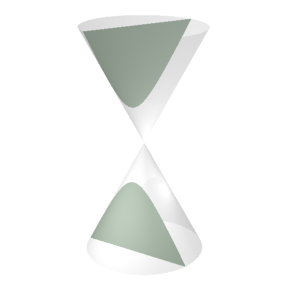
双曲線
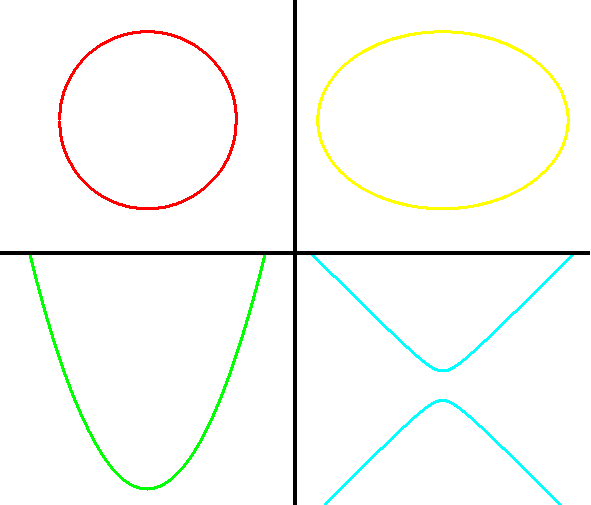
断面
円を含む円錐曲線の図の例（学問によっては、正円を円錐曲線に含まない。）

円錐曲線は、xy-平面 R2 上で定義され、次の陰関数曲線によって与えることが出来る。
{\displaystyle Ax^{2}+Bxy+Cy^{2}+Dx+Ey+F=0\,}
また、任意の2次式 P(x,y) に対し、P(x,y) = 0 が円錐曲線になることから、円錐曲線は二次曲線とも呼ばれる。
任意の円錐曲線は、適当に直交変換することによって、次の形のいずれかに変形することができる（括弧内は円錐の切断方法）。
- 円（全ての母線と交わり、底面に平行な平面で切断）

{\displaystyle X^{2}+Y^{2}=r^{2}\quad }
- 楕円（全ての母線と交わり、底面に平行でない平面で切断）

{\displaystyle pX^{2}+qY^{2}=1\quad }
- 放物線（母線に平行な面で切断）

{\displaystyle 2pX-qY^{2}=1\quad }
- 双曲線（母線に平行でない平面で切断）

{\displaystyle pX^{2}-qY^{2}=1\quad }
- 二直線（軸を全て含む平面で切断）

{\displaystyle pX^{2}-qY^{2}=0\quad }
尚、全て p>0, q>0 である。上の形の式を円錐曲線の標準形という。ただし、二直線は退化していると考え、円錐曲線に含まない場合も多い。また、楕円と正円とは円錐曲線の種別としてはしばしば区別を受けない。学問によっては、正円を円錐曲線に含まないこともある。

## 共焦点有心円錐曲線族
次の式を考える。
{\displaystyle {\frac {x^{2}}{a^{2}-k}}+{\frac {y^{2}}{b^{2}-k}}=1\quad }①
ただし、a > 0 , b > 0 , k ≠ b2 , k < a2 である。
この式は楕円の式そして双曲線の式に似ている。この式は、
{\displaystyle {\frac {x^{2}}{a^{2}}}+{\frac {y^{2}}{b^{2}}}=1\quad }② に対して
k の値により次の曲線になる。
1. k < 0 のとき、②の外側の楕円
2. 0 < k < b2 のとき、②の内側の楕円
3. b2 < k < a2 のとき、双曲線

になり、焦点は ({\displaystyle \pm {\sqrt {a^{2}-b^{2}}},0}) になる。
上の3つの場合に置いて、楕円と双曲線はともに円錐曲線であり、かつ焦点が同じなので、①は共焦点有心円錐曲線族（Family of confocal central conics）という。

## 離心率による分類

準線を共有する、いくつかの離心率 e に対応する円錐曲線

焦点を共有する、いくつかの離心率 e に対応する円錐曲線

別な定義のしかたとして、直線と、その直線上に含まれないような点 F を取り、点 F から直線への垂線に対して点 F のある方向が正と定めそれを x 軸とする。直線上で点 M' を動かすとき、その直角位置上で FM : MM' = e : 1 (e > 0) を満たすような点 M の集合は円錐曲線を描く。この時、FM と MM' の比の値 e を離心率といい、直線を準線、 点 F を焦点という。
ここで、焦点 F を極とする平面極座標 (r, θ) を新たにとれば、動点 P の軌道は
{\displaystyle r(\theta )={\frac {l}{1-e\cos \theta }}}
という極方程式によって表すことができる。r は線分 FM の長さ、θ は線分 FM が x 軸となす角度である。この式は、e と l という2つのパラメーターを通じて、楕円・放物線・双曲線の3種の円錐曲線を統一的に表しているといえる。
離心率 e は、描かれる円錐曲線の概形を次のように決定するパラメーターである。
- 0 < e < 1： 楕円
- e = 1： 放物線
- e > 1： 双曲線

他方、l は半通径または半直弦と呼ばれるパラメーターで、焦点 F から準線 l までの距離に離心率 e を掛けたものである。
なお、この方法で円錐曲線を描画した際、正円は現れない。これが円錐曲線に正円を含まないことがある由来になっているのだが、数学で円錐曲線を考える際は、便宜上 e = 0 であるとき円を描くとされる（実際は点となる）。あるいは、準線と焦点を無限に離した極限で円になると考える。

## 代数構造
円錐曲線 C は種数 0 をもつ。したがって一変数 t の有理関数 f(t), g(t) によって
- x = f(t), y = g(t)

と表すことができる。C から一点をとり、その点を通る直線と C と交点を求めることでこのような表示を求めることができる。
もし C が有理数の係数によって定義され、なおかつ有理点を持てば、f(t), g(t) は有理係数の有理関数となり、これによってすべての有理点を表す式が得られる。

## 関連文献
- アポッロニオス『円錐曲線論』ポール・ヴェル・エック 仏訳、竹下貞雄 和訳、大学教育出版、2009年1月。ISBN 978-4-88730-880-0。 - 歴史的史料。
- 岩田至康 編『幾何学大辞典』 第6巻、槙書店、1982年11月。ISBN 4837505139。 - 三角形幾何学に関する文献・四面体幾何学に関する文献：pp.465-484、付：文献。
- 奥平浪太郎『幾何円錐曲線法』開新堂、1893年6月。NDLJP:828413。
- 蟹谷乗養『円錐曲線』東海書房〈新高等数学叢書 第21〉、1949年。 NCID BB02747245。
- サーモン『解析幾何学　円錐曲線』小倉金之助 訳註、山海堂出版部、1914年。NDLJP:952208。 - 原タイトル：A treatise on conic sections. 6th ed.
- トドハンター『軸式円錐曲線法』上野清 訳、川北朝鄰 閲、東京数理書院、1881年7月。NDLJP:828667。
- 独来『幾何円錐曲線法』長澤龜之助 訳、川北朝鄰 閲、東京数理書院、1886,1890。NDLJP:828414。 - 付：例題解式及び附図。
- 中村滋 著、飯高, 茂、中村, 滋; 岡部, 恒治 ほか 編『円錐曲線　歴史とその数理』共立出版〈数学のかんどころ 7〉、2011年12月21日。ISBN 978-4-320-01987-4。
- ブレーズ・パスカル『パスカル数学論文集』原亨吉 訳、筑摩書房〈ちくま学芸文庫 ハ40-1.[Math & Science]〉、2014年4月9日。ISBN 978-4-480-09593-0。 - 「円錐曲線試論」を収録。
- 前原昭二『基礎数学II』日本放送出版協会〈放送大学教材23024-1-8611〉、1987年。ISBN 4-14-230241-8。
- 向井嘉一郎『軸式円錐曲線法例題解式』川北朝鄰 閲、東京数理書院、1883年4月。NDLJP:828668。

## 関連人物
- アポロニウス
- エウクレイデス
- オイラー
- フェルマー
- パスカル